# La Chaîne d'argent
Pour les articles homonymes, voir Cord.
Pour plus de détails, voir Fiche technique et Distribution.
La Chaîne d'argent (titre original : The Silver Cord) est un film américain réalisé par John Cromwell, sorti en 1933.

## Synopsis
Une mère possessive est dévastée lorsque son fils luis présente son épouse et va tout faire pour saboter leur mariage ainsi que les fiançailles de son fils plus jeune et plus faible.

## Fiche technique
- Titre original : The Silver Cord
- Réalisation : John Cromwell
- Scénario : Jane Murfin d'après la pièce de Sidney Howard
- Production : Pandro S. Berman et Merian C. Cooper (producteur exécutif)
- Société de production : RKO
- Musique : Max Steiner
- Photographie : Charles Rosher
- Montage : George Nichols Jr.
- Décorateur de plateau : Van Nest Polglase
- Pays d'origine : États-Unis
- Format : Noir et blanc - Son : Mono (RCA Victor System)
- Genre : Drame romantique
- Durée : 74 minutes
- Dates de sortie :
  - États-Unis : 5 mai 1933
  - France : 9 février 1934

## Distribution
- Irene Dunne : Christina Phelps
- Joel McCrea : David Phelps
- Laura Hope Crews : Mrs. Phelps
- Eric Linden : Robert Phelps
- Frances Dee : Hester